# 山口県道306号弥富小川線
山口県道306号弥富小川線（やまぐちけんどう306ごう やどみおがわせん）は、山口県萩市を通る一般県道である。

## 概要
萩市大字弥富下から萩市大字中小川に至る。もともとは山口県道123号津和野田万川線の一部だったが、1994年（平成6年）の主要地方道再編で同名の主要地方道（島根県道・山口県道17号津和野田万川線）が設定された際に経路を変更したことから現路線が成立した。

### 路線データ
- 起点：萩市大字弥富下（島根県道・山口県道124号津和野須佐線交点）
- 終点：萩市大字中小川（島根県道・山口県道14号益田阿武線交点）

## 歴史
- 1993年（平成5年）5月11日 - 建設省から、県道津和野田万川線の一部を津和野田万川線として主要地方道に指定される[1]。
- 1994年（平成6年）3月15日 - 山口県告示第210号により認定される。

前身は山口県道123号津和野田万川線の一部。
- 2005年（平成17年）3月6日 - 阿武郡須佐町・田万川町が萩市に移行したことにより起終点の地名が変更される（阿武郡須佐町弥富下→萩市弥富下、阿武郡田万川町中小川→萩市中小川）。

## 地理

### 通過する自治体
- 萩市

### 交差する道路
| 交差する道路                        | 交差する場所 | 交差する場所 |
| ----------------------------------- | ------------ | ------------ |
| 島根県道・山口県道124号津和野須佐線 | 大字弥富下   | 起点         |
| 島根県道・山口県道14号益田阿武線    | 大字中小川   | 終点         |

### 沿線
- 小川郵便局